# Hunkovce
Hunkovce é um município da Eslováquia, situado no distrito de Svidník, na região de Prešov. Tem 6,96 km² de área e sua população em 2018 foi estimada em 340 habitantes.

## Demografia
| Ano:        | 1994 | 2004    | 2014   | 2024   |
| ----------- | ---- | ------- | ------ | ------ |
| Broj ljudi: | 266  | 342     | 334    | 311    |
| Razlika:    |      | +28,57% | -2,33% | -6,88% |

| Ano:               | 2023 | 2024 |
| ------------------ | ---- | ---- |
| Número de pessoas: | 311  | 311  |
| Diferença:         |      | +0%  |